# Changan CS95 Plus
Changan CS95 – samochód osobowy typu SUV klasy wyższej produkowany pod chińską marką Changan w latach 2017–2022  oraz jako Changan CS95 Plus od 2022 roku.

## Historia i opis modelu

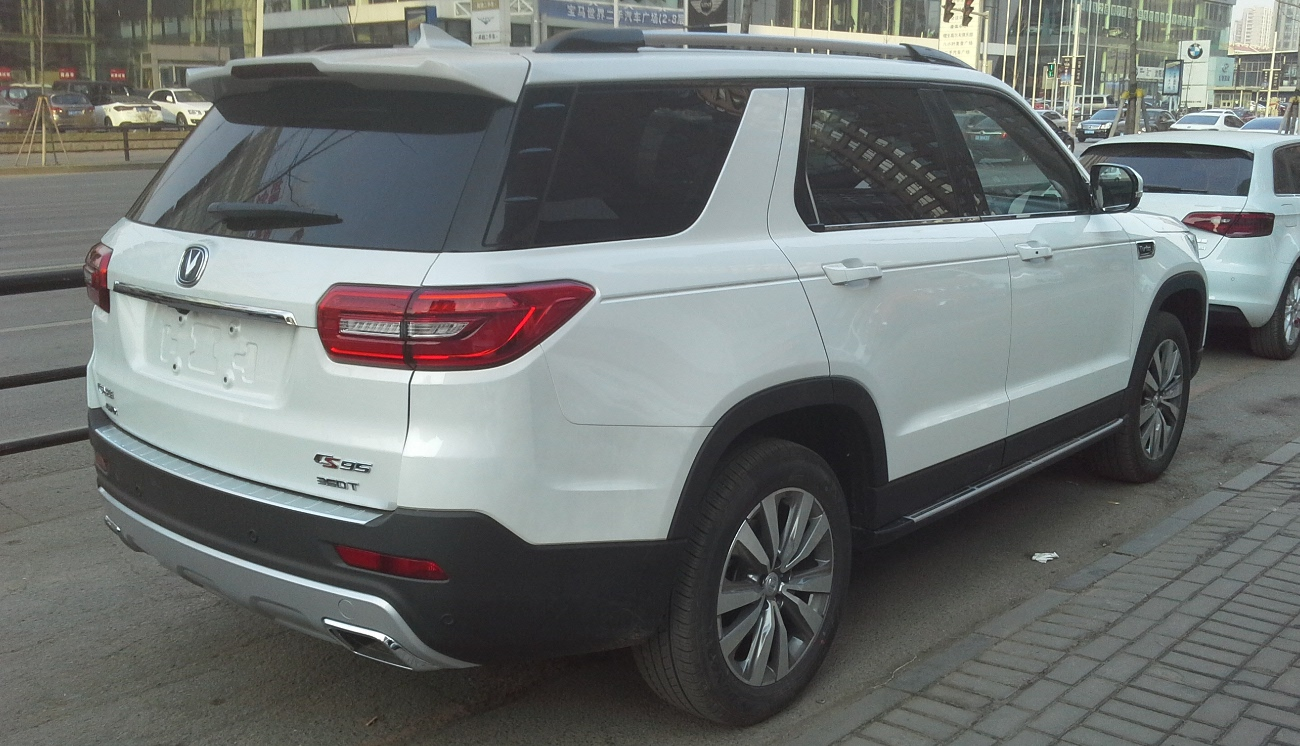
Changan CS95 - tył

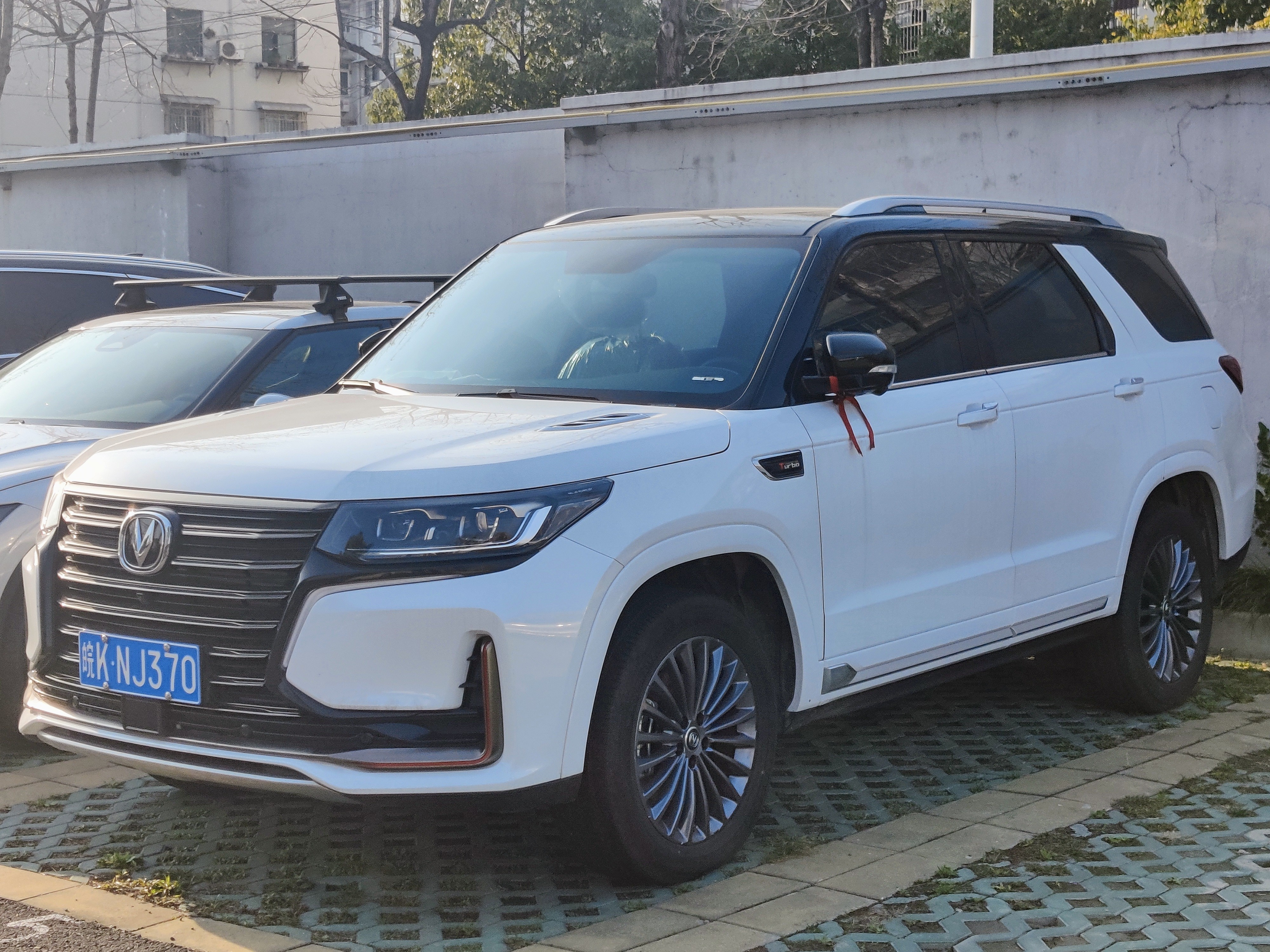
Changan CS95 po liftingu

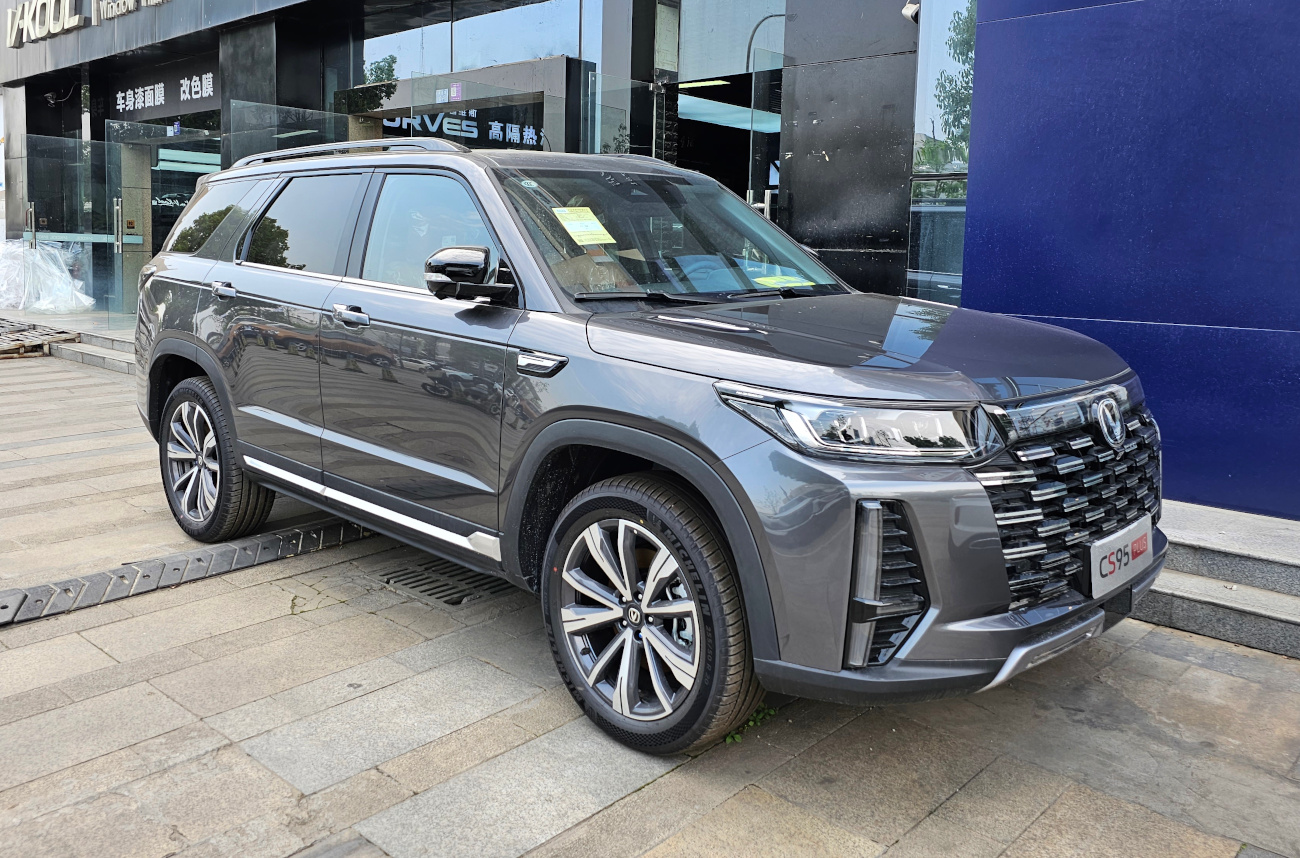
Changan CS95 Plus po drugim liftingu

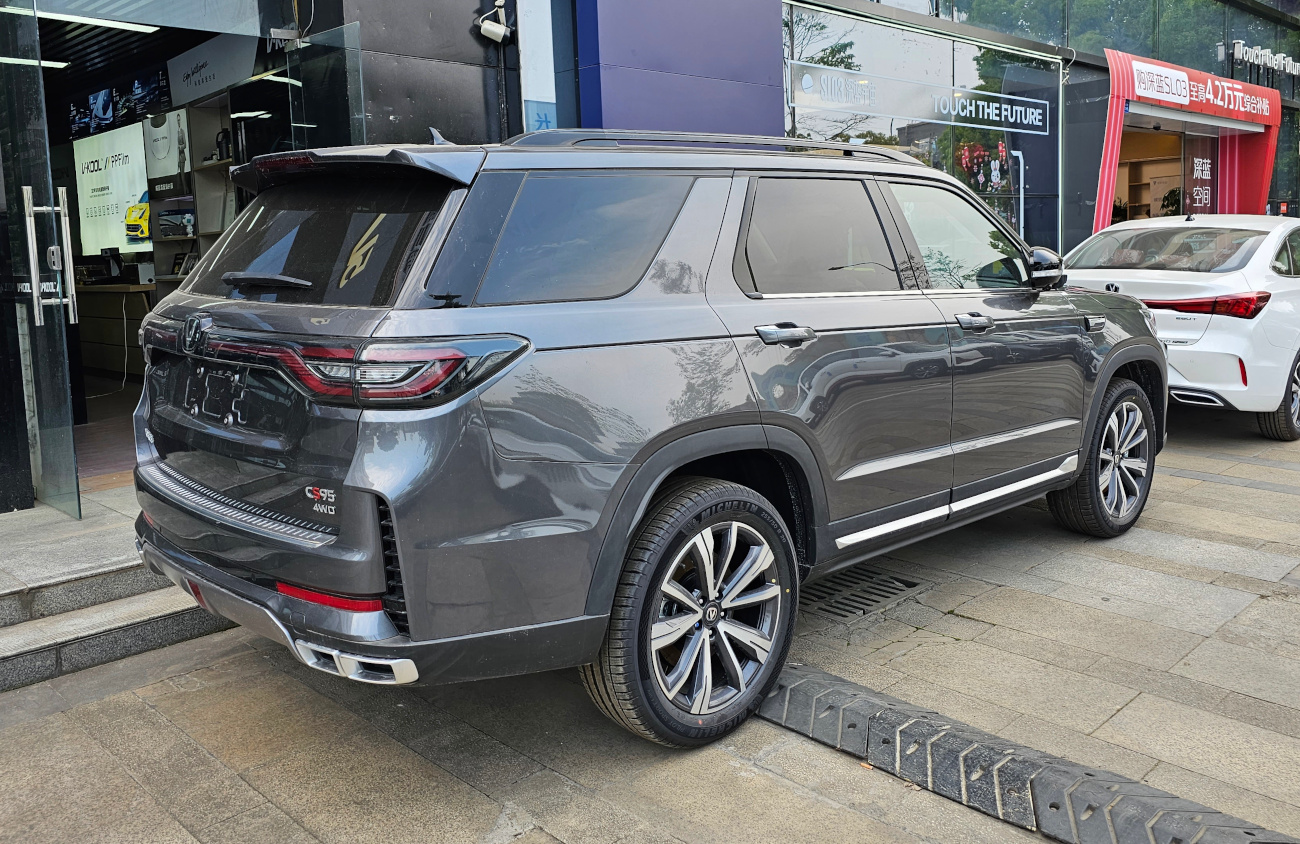
Changan CS95 Plus - tył po drugim liftingu

Oficjalna premiera Changana CS95 jako największego, sztandarowego modelu w ofercie chińskiego producenta odbyła się w kwietniu 2016 roku podczas wystawy samochodowej w Pekinie jako przedprodukcyjny, nie gotowy jeszcze w pełni do produkcji seryjnej pojazd. Ostateczny model przedstawiono rok później, w marcu 2017 roku, zachowując wygląd prototypu poza detalami nadwozia.
Pod kątem wizualnym Changan CS95 zyskał masywną sylwetkę nadwozia z wysoko poprowadzoną linią dachu i podłużnymi reflektorami, pomiędzy którymi umieszczono rozległą atrapę chłodnicy z dużym napisem Changan zapisanym drukowanymi literami. Wydłużona tylna część nadwozia pozwoliła wygospodarować przestrzeń na dodatkowy, chowany trzeci rząd siedzeń dla dwóch pasażerów.
Gamę jednostek napędowych Changana CS95 utworzył jeden, czterocylindrowy silnik benzynowy o mocy 233 KM i wzmocniony turbodoładowaniem. W zależności od wariantu, do wyboru nabywcy uzyskali napęd przedni lub napęd na cztery koła.

### Restylizacje
Wiosną 2019 roku Changan CS95 przeszedł obszerną modernizację nadwozia, która upodobniła go do wyglądu innych, mniejszych SUV-ów w gamie modelowej Changana. Pojazd zyskał nowy wygląd pasa przedniego z masywnym, dominującym pas przedni chromowanym wlotem powietrza i nowym układem wykonanych w technologii LED reflektorów. Tylną część nadwozia przyozdobił świetlny pas biegnący przez całą szerokość nadwozia, a w kabinie pasażerskiej zastosowano nowy wzór kokpitu.
Pod koniec 2022 roku CS95 przeszedł drugą modernizację wraz ze zmianą nazwy na Changan CS95 Plus, w ramach której chińska firma dostosowała kluczowe cechy wizualne do kolejnego, nowego języka stylistycznego firmy. Pas przedni przyozdobił nowy, większy wlot powietrza, z kolei zarówno reflektory, jak i tylne lampy, połączone zostały przez obszerne listwy świetlne. W kabinie pasażerskiej zastosowano nowy projekt deski rozdzielczej z centralnym, 10,25 calowym dotykowym ekranem systemu multimedialnego.

### Silnik
- R4 2.0l Turbo